# Blocao Amigó

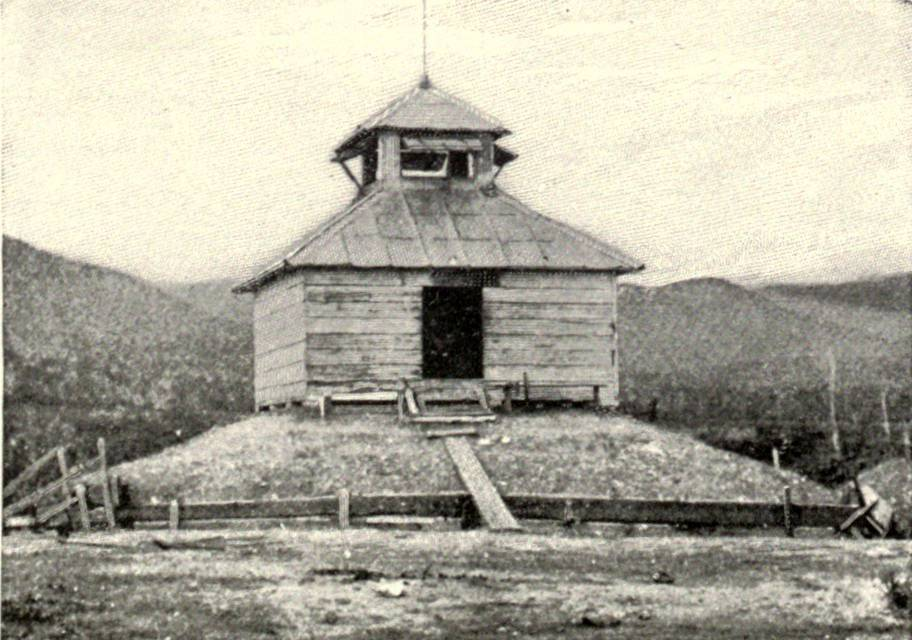
Blocao español en Cuba.

El conocido como Blocao Amigó (del alemán blockhaus) , tal como se conocía en su época, es un invento del capitán español del Arma de Ingenieros Arturo Amigó. Este blocao fue empleado durante la guerra de Cuba.

## Empleo
Se empleaba para defender tanto obras de arte como las estaciones de los ferrocarriles más importantes de las líneas férreas de La Habana a Batabanó, a Matanzas y a Pinar del Río.

## Materiales
Elemento modular construido por piezas en el taller de la Maestranza de Ingenieros en La Habana. 
Podía ser transportado con facilidad y ser armado con rapidez.

## Geometría
De planta cuadrada de cinco metros de lado, constaba de planta baja y planta piso, con una cubierta de cinc, formada a cuatro aguas, que acababa en una linterna para albergar al vigilante.
La entrada se cerraba con puerta blindada y aspillerada.